# Heuqueville (Eure)
Pour les articles homonymes, voir Heuqueville.
Cet article possède un paronyme, voir Herqueville.
Heuqueville est une commune française située dans le département de l'Eure en région Normandie.
Ses habitants sont appelés les Heuquevillais.

## Géographie

### Localisation
| Flipou                    | Amfreville-les-Champs   | Houville-en-Vexin |
| Amfreville-sous-les-Monts | Heuqueville             | Cuverville        |
| Vatteville                | Daubeuf-près-Vatteville | La Roquette       |

### Hydrographie
La commune est située dans le bassin Seine-Normandie. Elle n'est drainée par aucun cours d'eau,.

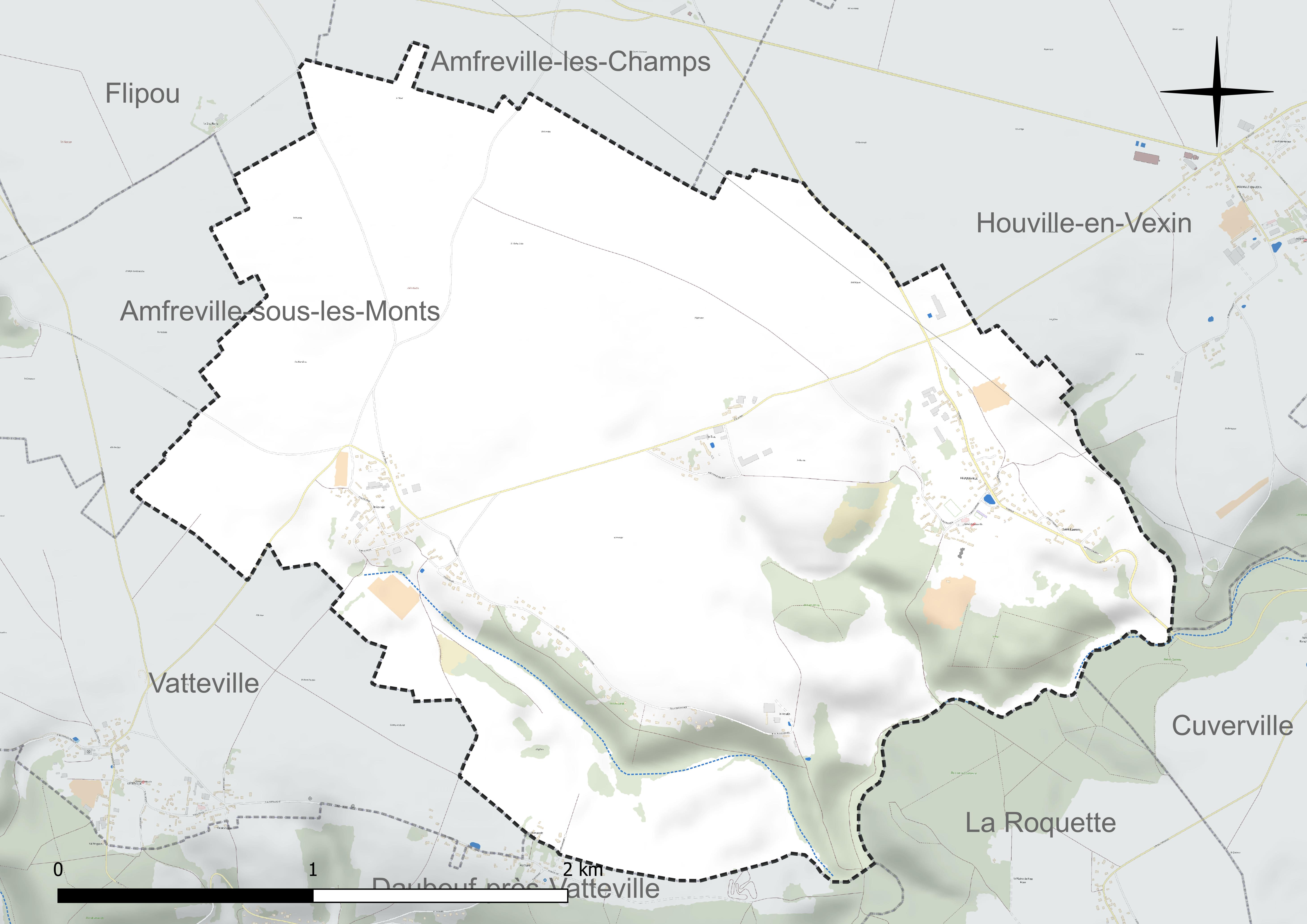
Réseau hydrographique d'Heuqueville.

### Climat
Pour des articles plus généraux, voir Climat de la Normandie et Climat de l'Eure.
En 2010, le climat de la commune est de type climat océanique dégradé des plaines du Centre et du Nord, selon une étude du CNRS s'appuyant sur une série de données couvrant la période 1971-2000. En 2020, Météo-France publie une typologie des climats de la France métropolitaine dans laquelle la commune est exposée à un climat océanique et est dans la région climatique Côtes de la Manche orientale, caractérisée par un faible ensoleillement (1 550 h/an) ; forte humidité de l’air (plus de 20 h/jour avec humidité relative > 80 % en hiver), vents forts fréquents. Parallèlement le GIEC normand, un groupe régional d’experts sur le climat, différencie quant à lui, dans une étude de 2020, trois grands types de climats pour la région Normandie, nuancés à une échelle plus fine par les facteurs géographiques locaux. La commune est, selon ce zonage, exposée à un « climat des plateaux abrités », correspondant aux plaines agricoles de l’Eure, avec une pluviométrie beaucoup plus faible que dans la plaine de Caen en raison du double effet d’abri provoqué par les collines du Bocage normand et par celles qui s’étendent sur un axe du Pays d'Auge au Perche.
Pour la période 1971-2000, la température annuelle moyenne est de 10,3 °C, avec une amplitude thermique annuelle de 13,8 °C. Le cumul annuel moyen de précipitations est de 768 mm, avec 11,9 jours de précipitations en janvier et 8,3 jours en juillet. Pour la période 1991-2020, la température moyenne annuelle observée sur la station météorologique la plus proche, située sur la commune de Muids à 8 km à vol d'oiseau, est de 12,0 °C et le cumul annuel moyen de précipitations est de 609,1 mm,. Pour l'avenir, les paramètres climatiques de la commune estimés pour 2050 selon différents scénarios d’émission de gaz à effet de serre sont consultables sur un site dédié publié par Météo-France en novembre 2022.

## Urbanisme

### Typologie
Au 1er janvier 2024, Heuqueville est catégorisée commune rurale à habitat dispersé, selon la nouvelle grille communale de densité à 7 niveaux définie par l'Insee en 2022.
Elle est située hors unité urbaine. Par ailleurs la commune fait partie de l'aire d'attraction des Andelys, dont elle est une commune de la couronne,. Cette aire, qui regroupe 7 communes, est catégorisée dans les aires de moins de 50 000 habitants,.

### Occupation des sols
L'occupation des sols de la commune, telle qu'elle ressort de la base de données européenne d’occupation biophysique des sols Corine Land Cover (CLC), est marquée par l'importance des territoires agricoles (80,4 % en 2018), en diminution par rapport à 1990 (88,3 %). La répartition détaillée en 2018 est la suivante :
terres arables (66,7 %), prairies (13,7 %), forêts (10,8 %), zones urbanisées (8,8 %). L'évolution de l’occupation des sols de la commune et de ses infrastructures peut être observée sur les différentes représentations cartographiques du territoire : la carte de Cassini (XVIIIe siècle), la carte d'état-major (1820-1866) et les cartes ou photos aériennes de l'IGN pour la période actuelle (1950 à aujourd'hui).

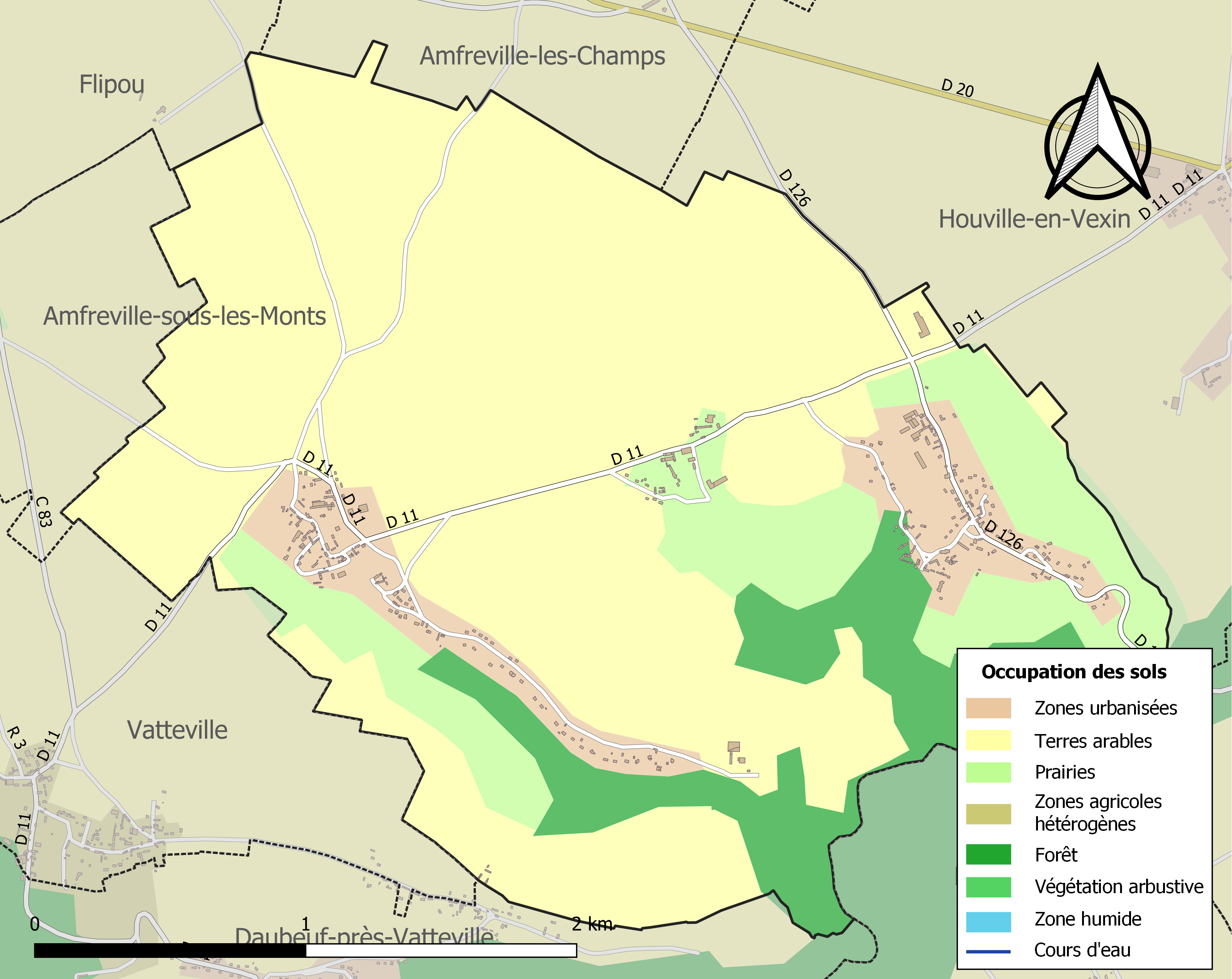
Carte des infrastructures et de l'occupation des sols de la commune en 2018 (CLC).

## Toponymie
Le village est attesté sous la forme latinisée Helgavilla en 1035.
Il s'agit d'une formation toponymique médiévale en -ville au sens ancien de « domaine rural ». Le premier élément Heuque- s'explique par un nom de personne, comme c'est généralement le cas. On y reconnaît par évolution phonétique Helgi, anthroponyme vieux norrois signifiant « le Saint ». La forme Helga- représente l'accord au nominatif singulier féminin avec villa comme un adjectif et non pas le génitif en -a scandinave des noms en -i  (cf. Helgatótt, Islande).
Cette partie du Vexin normand est, en outre, marquée par de nombreux appellatifs et anthroponymes anglo-scandinaves, comme en témoignent Daubeuf-près-Vatteville, la Londe, les noms en -mare, Cuverville, etc.
Homonymie avec Heuqueville  (Seine-Maritime, Heuguevilla 1198) et Heugueville-sur-Sienne (Manche, Helgevilla 1115).

## Histoire
Un peuplement sur le territoire de l'actuelle commune est attesté à l'époque romaine, puisqu'en 1810, une (ou deux selon les auteurs) villa gallo-romaine a été découverte au hameau de la Londe.
On trouve seulement mention de Heuqueville (Helgavilla) en 1035 dans la charte de Roger de Tosny au profit de l'abbaye de Conches. Lors de la conquête de la Normandie par Philippe-Auguste, la terre de Heuqueville passe dans les mains de la famille de Villebéon, puis au XIVe siècle à la famille de Hangest et enfin par mariage en 1407 à la famille de Roncherolles, jusqu'en 1610. D'autres familles moins importantes se sont succédé dans la possession de ce fief.
Heuqueville était une baronnie dépendant de Gisors. Le fait qu'elle soit une des premières et plus anciennes baronnie de Normandie, elle avait droit de haute et basse justice.

## Politique et administration
| Période                                  | Période    | Identité                                            | Étiquette | Qualité                                            |
| ---------------------------------------- | ---------- | --------------------------------------------------- | --------- | -------------------------------------------------- |
|                                          |            |                                                     |           |                                                    |
|                                          |            |                                                     |           |                                                    |
| vers 1806                                | 1837       | Legendre                                            |           |                                                    |
| 1837                                     | 1846       | Narcisse Legendre                                   |           | Fils du précédent                                  |
| 1846                                     | 1858       | Jean-François Marin Carrière (1811-1858)            |           | Cultivateur. Il meurt pendant son mandat en 1858.  |
| 1858                                     | 1872       | Louis Chrysostome Jugenot-dit-Chevalier (1815-1872) |           | Cultivateur. Il meurt pendant son mandat en 1872.  |
| 1872                                     | 1895       | Gabriel Hyacinthe Vavasseur (1814-1895)             |           | Propriétaire. Il meurt pendant son mandat en 1895. |
| 1895                                     | 1928       | Pierre de Noüe (1862-)                              |           | Vicomte, propriétaire.                             |
| 1928                                     | après 1945 | Léon André Rousselin (1886-1968)                    |           | Cultivateur                                        |
| vers 1950                                |            | René Alexandre Prévost (1911-1977)                  |           | Neveu du précédent.                                |
|                                          |            |                                                     |           |                                                    |
| mars 2001                                | 2011       | Marcel Chevret (1951-)                              |           | Photographe aérien                                 |
| novembre 2011                            | En cours   | Jean-Pierre Savary                                  | DVD       | Cadre                                              |
| Les données manquantes sont à compléter. |            |                                                     |           |                                                    |

## Démographie
L'évolution du nombre d'habitants est connue à travers les recensements de la population effectués dans la commune depuis 1793. Pour les communes de moins de 10 000 habitants, une enquête de recensement portant sur toute la population est réalisée tous les cinq ans, les populations de référence des années intermédiaires étant quant à elles estimées par interpolation ou extrapolation. Pour la commune, le premier recensement exhaustif entrant dans le cadre du nouveau dispositif a été réalisé en 2004.

En 2022, la commune comptait 347 habitants, en évolution de −4,41 % par rapport à 2016 (Eure : −0,25 %, France hors Mayotte : +2,11 %).
| 1793 | 1800 | 1806 | 1821 | 1831 | 1836 | 1841 | 1846 | 1851 |
| ---- | ---- | ---- | ---- | ---- | ---- | ---- | ---- | ---- |
| 370  | 389  | 466  | 365  | 358  | 338  | 351  | 336  | 338  |

| 1856 | 1861 | 1866 | 1872 | 1876 | 1881 | 1886 | 1891 | 1896 |
| ---- | ---- | ---- | ---- | ---- | ---- | ---- | ---- | ---- |
| 332  | 333  | 308  | 299  | 292  | 265  | 272  | 256  | 273  |

| 1901 | 1906 | 1911 | 1921 | 1926 | 1931 | 1936 | 1946 | 1954 |
| ---- | ---- | ---- | ---- | ---- | ---- | ---- | ---- | ---- |
| 257  | 242  | 222  | 217  | 224  | 218  | 193  | 203  | 201  |

| 1962 | 1968 | 1975 | 1982 | 1990 | 1999 | 2004 | 2006 | 2009 |
| ---- | ---- | ---- | ---- | ---- | ---- | ---- | ---- | ---- |
| 202  | 225  | 235  | 284  | 362  | 346  | 378  | 381  | 401  |

| 2014 | 2019 | 2022 | - | - | - | - | - | - |
| ---- | ---- | ---- | - | - | - | - | - | - |
| 369  | 356  | 347  | - | - | - | - | - | - |

## Culture locale et patrimoine

### Lieux et monuments

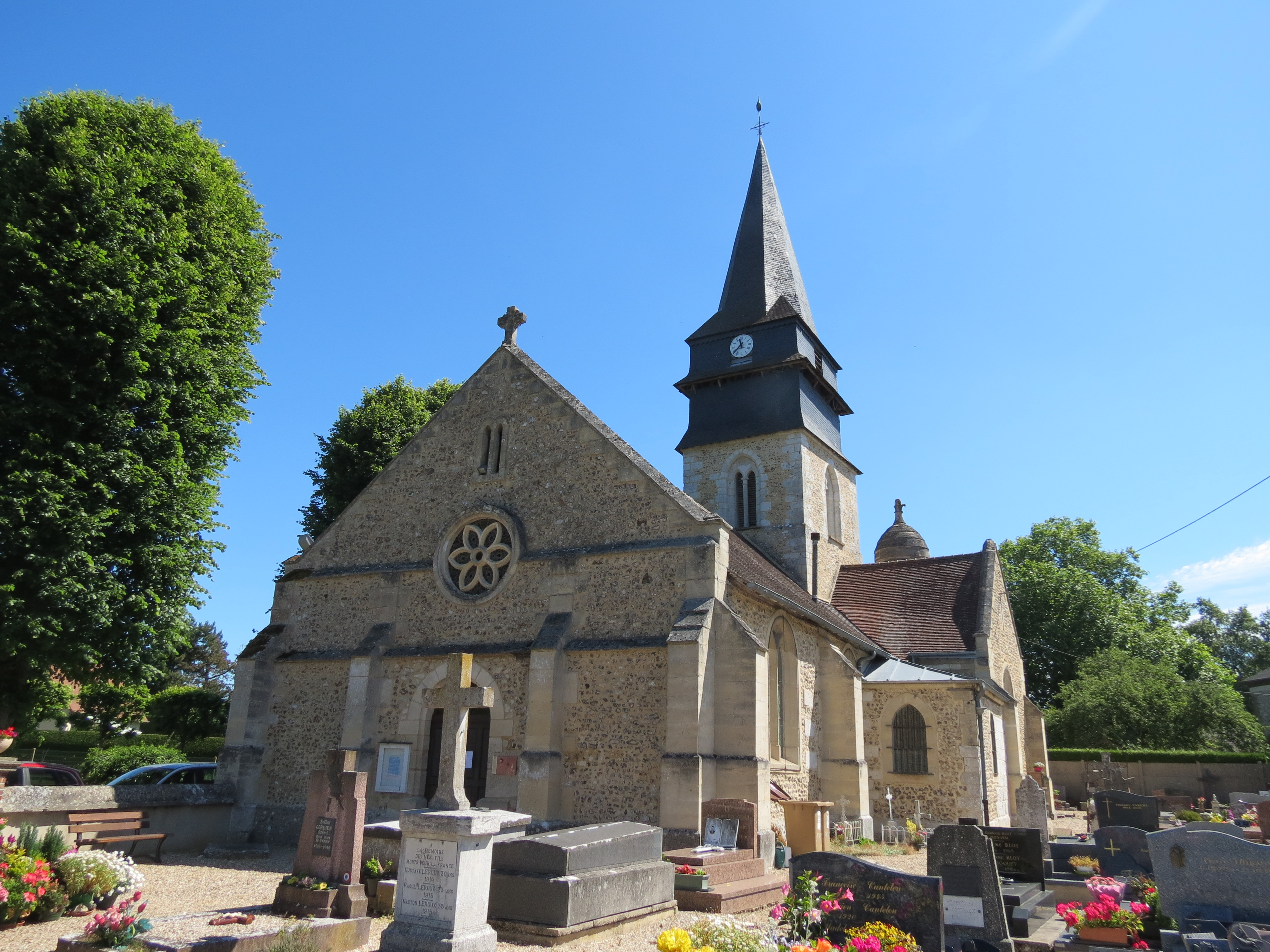
L'église Saint-Germain.

La commune d'Heuqueville compte plusieurs édifices inscrits à l'inventaire général du patrimoine culturel :
- L'église Saint-Germain (XIIIe, XVIe et XVIIIe)[22]. Placée sous le patronage de l'abbé de Conches, cette église a été reconstruite au XIIIe siècle. Les fenêtres de la nef ont été repercées au XVIe siècle. Les fausses voûtes de plâtre datent du XIXe siècle ;
- Une croix de cimetière du XIXe siècle[23] ;
- Un château des XVIe et XVIIIe siècles[24] ;
- Un moulin[25] saisi et réparé à la Révolution. Il n'en subsiste que des vestiges.

Le château d'Heuqueville
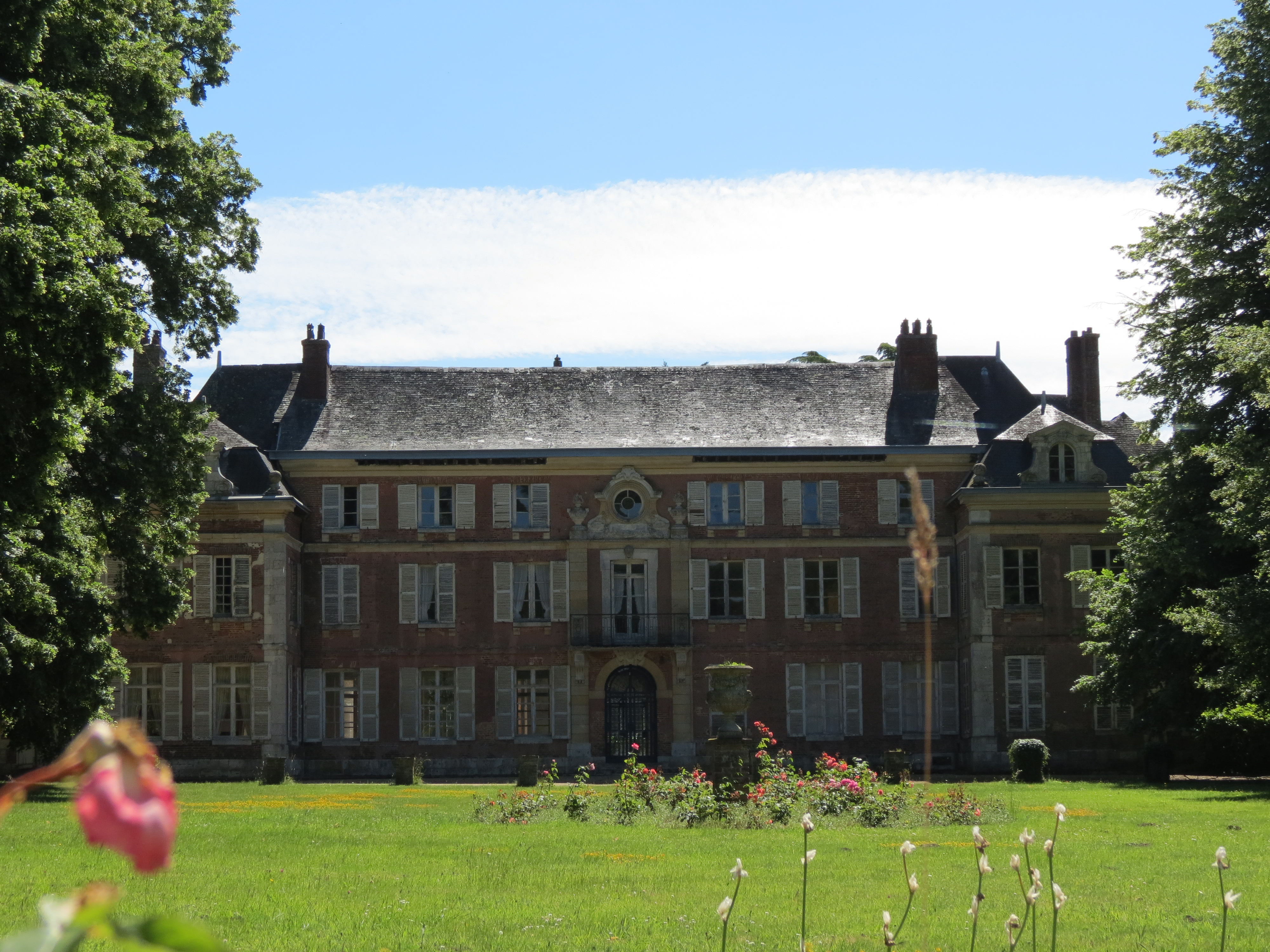
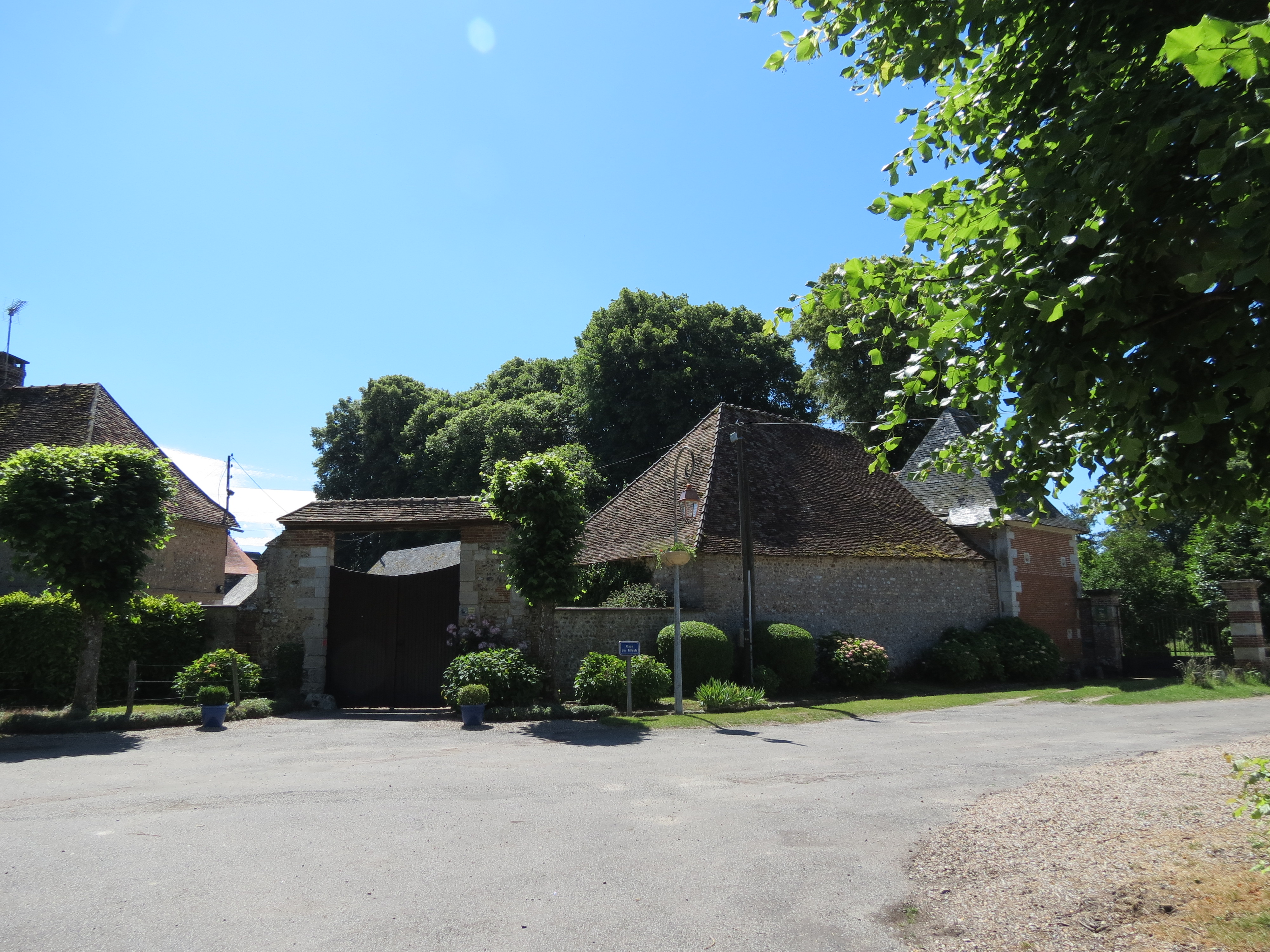
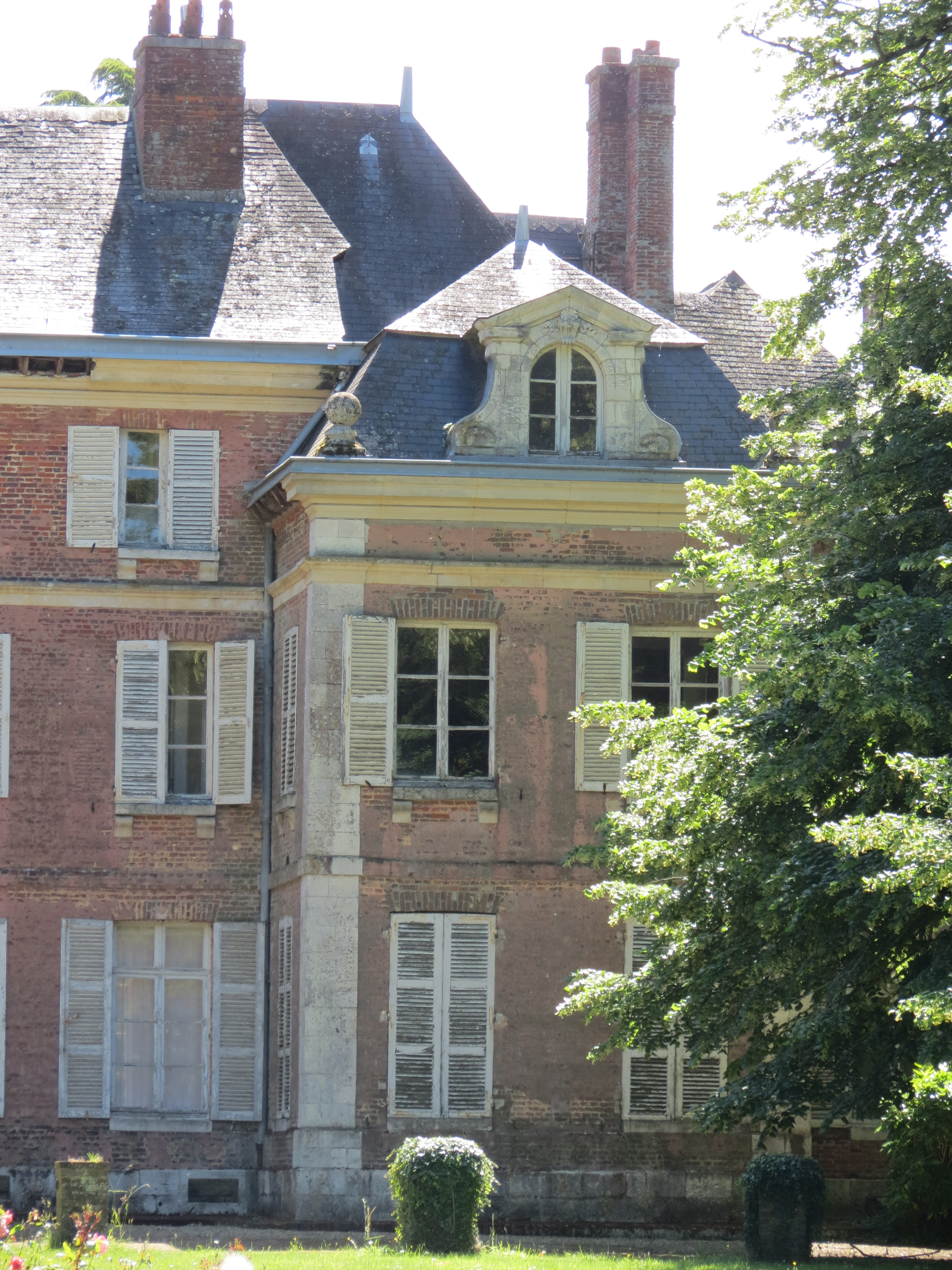
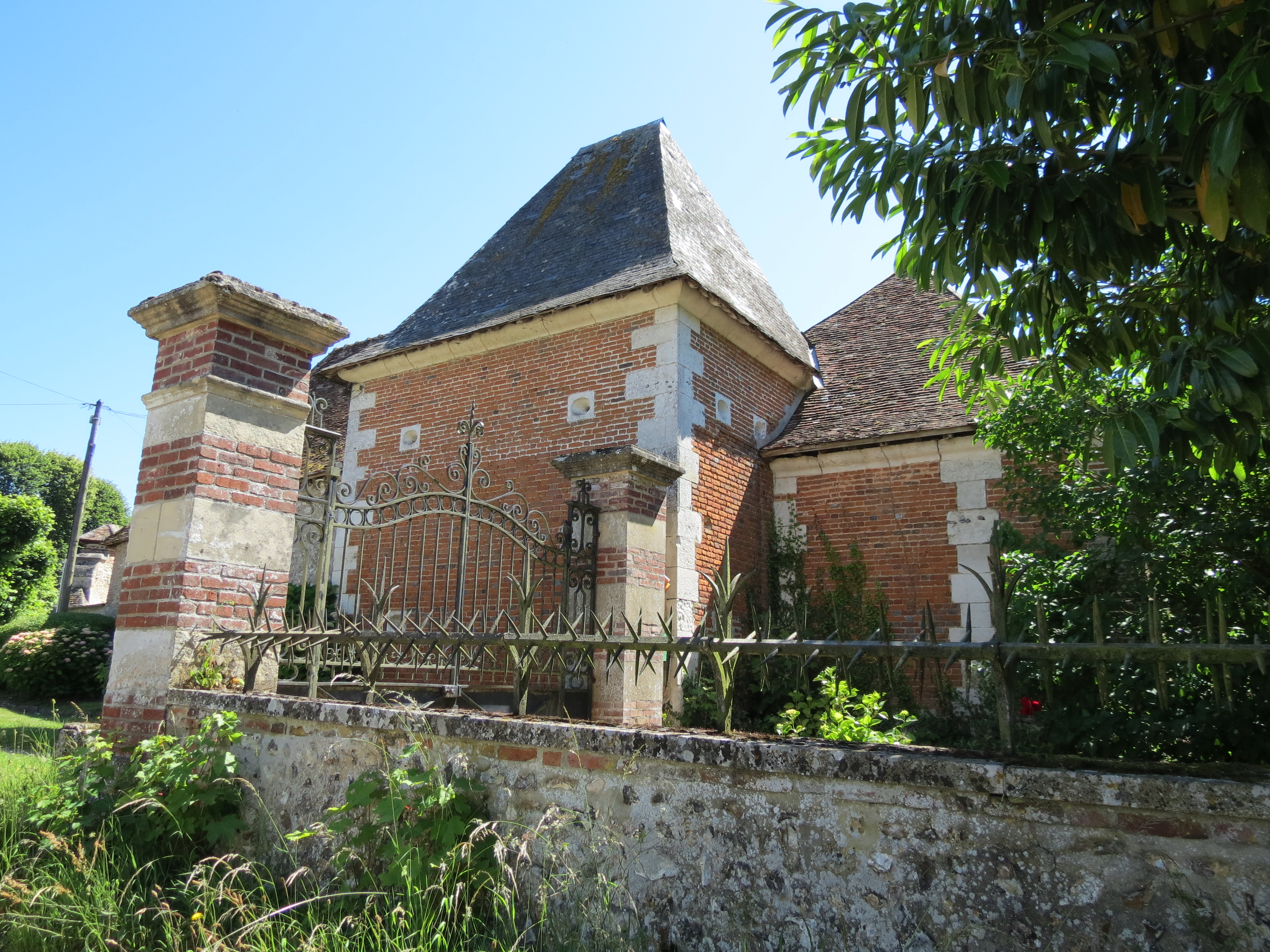

### Patrimoine naturel

#### Site inscrit
- L'église, le cimetière, les tilleuls,  Site inscrit (1948)[26].

### Personnalités liées à la commune
- Pierre Nicolas Chrysostome Legendre (1759-1853), homme politique natif d'Heuqueville, maire de la commune et député de l'Eure.